# Gran Premio del Portogallo 1991
Il Gran Premio del Portogallo 1991 è stato un Gran Premio di Formula 1 disputato il 22 settembre 1991 al circuito di Estoril. La gara è stata vinta da Riccardo Patrese su Williams.

## Prima della gara
- Johnny Herbert torna alla Lotus dopo aver saltato il Gran Premio d'Italia perché impegnato nel Campionato di Formula 3000 giapponese.

## Qualifiche
Le qualifiche sono dominate dalle seconde guide dei due top team, con Patrese e Berger che occupano la prima fila davanti ai due rivali nella lotta per il campionato piloti, Senna e Mansell. Completano la top ten Prost, Alesi, Gugelmin, Martini, Capelli e Schumacher, alla guida di una Benetton meno competitiva del solito.

### Classifica
| Pos                     | No | Pilota             | Costruttore               | Tempo    | Distacco |
| ----------------------- | -- | ------------------ | ------------------------- | -------- | -------- |
| 1                       | 6  | Riccardo Patrese   | Williams - Renault        | 1:13.001 |          |
| 2                       | 2  | Gerhard Berger     | McLaren - Honda           | 1:13.221 | +0.220   |
| 3                       | 1  | Ayrton Senna       | McLaren - Honda           | 1:13.444 | +0.443   |
| 4                       | 5  | Nigel Mansell      | Williams - Renault        | 1:13.667 | +0.666   |
| 5                       | 27 | Alain Prost        | Ferrari                   | 1:14.352 | +1.351   |
| 6                       | 28 | Jean Alesi         | Ferrari                   | 1:14.852 | +1.851   |
| 7                       | 15 | Maurício Gugelmin  | Leyton House - Ilmor      | 1:15.266 | +2.265   |
| 8                       | 23 | Pierluigi Martini  | Minardi - Ferrari         | 1:15.394 | +2.393   |
| 9                       | 16 | Ivan Capelli       | Leyton House - Ilmor      | 1:15.481 | +2.480   |
| 10                      | 19 | Michael Schumacher | Benetton - Ford           | 1:15.578 | +2.577   |
| 11                      | 20 | Nelson Piquet      | Benetton - Ford           | 1:15.666 | +2.665   |
| 12                      | 4  | Stefano Modena     | Tyrrell - Honda           | 1:15.707 | +2.706   |
| 13                      | 24 | Gianni Morbidelli  | Minardi - Ferrari         | 1:15.749 | +2.748   |
| 14                      | 33 | Andrea De Cesaris  | Jordan - Ford             | 1:15.936 | +2.935   |
| 15                      | 7  | Mark Blundell      | Brabham - Yamaha          | 1:16.038 | +3.037   |
| 16                      | 32 | Roberto Moreno     | Jordan - Ford             | 1:16.080 | +3.079   |
| 17                      | 21 | Emanuele Pirro     | Scuderia Italia - Judd    | 1:16.136 | +3.135   |
| 18                      | 22 | Jyrki Järvilehto   | Scuderia Italia - Judd    | 1:16.532 | +3.531   |
| 19                      | 8  | Martin Brundle     | Brabham - Yamaha          | 1:16.536 | +3.535   |
| 20                      | 25 | Thierry Boutsen    | Ligier - Lamborghini      | 1:16.757 | +3.756   |
| 21                      | 3  | Satoru Nakajima    | Tyrrell - Honda           | 1:16.926 | +3.925   |
| 22                      | 12 | Johnny Herbert     | Lotus - Judd              | 1:17.015 | +4.014   |
| 23                      | 26 | Érik Comas         | Ligier - Lamborghini      | 1:17.226 | +4.225   |
| 24                      | 9  | Michele Alboreto   | Footwork - Ford           | 1:17.330 | +4.329   |
| 25                      | 30 | Aguri Suzuki       | Larrousse - Ford          | 1:17.434 | +4.433   |
| 26                      | 11 | Mika Häkkinen      | Lotus - Judd              | 1:17.714 | +4.713   |
| Vetture non qualificate |    |                    |                           |          |          |
| NQ                      | 29 | Éric Bernard       | Larrousse - Ford          | 1:17.825 | +4.824   |
| NQ                      | 17 | Gabriele Tarquini  | AGS - Ford                | 1:18.022 | +5.021   |
| NQ                      | 34 | Nicola Larini      | Modena Team - Lamborghini | 1:18.139 | +5.138   |
| NQ                      | 35 | Eric van de Poele  | Modena Team - Lamborghini | 1:18.266 | +5.265   |

## Gara
Durante il warm-up di domenica mattina sulla Ferrari di Prost esplode il motore; il francese prende il via a bordo del muletto.
Al via Patrese mantiene la testa della corsa, mentre Mansell sopravanza Senna con una manovra piuttosto aggressiva; il brasiliano tenta di recuperare la posizione, ma il pilota della Williams si difende e supera anche Berger alla prima curva. Al termine del primo passaggio Patrese conduce davanti a Mansell, Berger, Senna ed Alesi; l'italiano mantiene il comando della corsa fino al 18º giro, quando Mansell lo supera sul rettilineo principale, guadagnando poi un buon margine sugli inseguitori. Il pilota inglese torna ai box al 29º giro per montare un nuovo set di pneumatici, ma il cambio gomme è disastroso: a causa di un malinteso tra i meccanici la ruota posteriore destra viene fissata male e quando il pilota inglese riparte, rotola via dopo pochi metri. I meccanici accorrono e riescono a montare un'altra ruota, ma il tutto avviene nel mezzo della pit lane, violando così diverse regole; Mansell torna in pista in 17ª posizione, cominciando una rimonta forsennata, ma al 51º giro gli viene esposta la bandiera nera a causa delle infrazioni commesse dalla squadra durante il pit stop.
Le disavventure del compagno di squadra consegnano a Patrese la prima posizione; alle spalle dell'italiano, Berger precede Senna e Prost fino al 37º passaggio, quando il motore della sua McLaren si rompe; due tornate più tardi anche Prost è costretto al ritiro per lo stesso problema. Viene così a trovarsi in terza posizione Alesi, pressato da Martini e Capelli; tuttavia il francese non commette errori e la graduatoria rimane invariata fino agli ultimi passaggi, quando Capelli deve ritirarsi dopo un'uscita di pista causata dalla rottura dell'alettone anteriore. Patrese va a vincere per la seconda volta nella stagione, tagliando il traguardo davanti a Senna, Alesi, Martini, Piquet e Schumacher.
A tre gare dalla conclusione Senna ha un vantaggio di ben 24 punti sul rivale Mansell, le cui possibilità di vincere il titolo sono quindi molto ridotte; più aperta la situazione del campionato costruttori, nel quale la McLaren ha 11 punti di vantaggio sulla Williams.

### Classifica
| Pos      | No | Pilota             | Costruttore               | Giri | Tempo/Ritiro                              | Partenza | Punti |
| -------- | -- | ------------------ | ------------------------- | ---- | ----------------------------------------- | -------- | ----- |
| 1        | 6  | Riccardo Patrese   | Williams - Renault        | 71   | 1:35:42.304                               | 1        | 10    |
| 2        | 1  | Ayrton Senna       | McLaren - Honda           | 71   | + 20.941                                  | 3        | 6     |
| 3        | 28 | Jean Alesi         | Ferrari                   | 71   | + 53.554                                  | 6        | 4     |
| 4        | 23 | Pierluigi Martini  | Minardi - Ferrari         | 71   | + 1:03.498                                | 8        | 3     |
| 5        | 20 | Nelson Piquet      | Benetton - Ford           | 71   | + 1:10.033                                | 11       | 2     |
| 6        | 19 | Michael Schumacher | Benetton - Ford           | 71   | + 1:16.582                                | 10       | 1     |
| 7        | 15 | Maurício Gugelmin  | Leyton House - Ilmor      | 70   | + 1 giro                                  | 7        |       |
| 8        | 33 | Andrea De Cesaris  | Jordan - Ford             | 70   | + 1 giro                                  | 14       |       |
| 9        | 24 | Gianni Morbidelli  | Minardi - Ferrari         | 70   | + 1 giro                                  | 13       |       |
| 10       | 32 | Roberto Moreno     | Jordan - Ford             | 70   | + 1 giro                                  | 21       |       |
| 11       | 26 | Érik Comas         | Ligier - Lamborghini      | 70   | + 1 giro                                  | 23       |       |
| 12       | 7  | Martin Brundle     | Brabham - Yamaha          | 69   | + 2 giri                                  | 19       |       |
| 13       | 3  | Satoru Nakajima    | Tyrrell - Honda           | 68   | + 3 giri                                  | 17       |       |
| 14       | 11 | Mika Häkkinen      | Lotus - Judd              | 68   | + 3 giri                                  | 24       |       |
| 15       | 9  | Michele Alboreto   | Footwork - Ford           | 68   | + 3 giri                                  | 22       |       |
| 16       | 25 | Thierry Boutsen    | Ligier - Lamborghini      | 68   | + 3 giri                                  | 20       |       |
| 17       | 16 | Ivan Capelli       | Leyton House - Ilmor      | 64   | Rottura dell'alettone anteriore/testacoda | 9        |       |
| Ritirato | 4  | Stefano Modena     | Tyrrell - Honda           | 56   | Problemi al motore                        | 12       |       |
| SQ       | 5  | Nigel Mansell      | Williams - Renault        | 51   | Squalificato                              | 4        |       |
| Ritirato | 30 | Aguri Suzuki       | Larrousse - Ford          | 40   | Problemi alla trasmissione                | 25       |       |
| Ritirato | 27 | Alain Prost        | Ferrari                   | 39   | Problemi al motore                        | 5        |       |
| Ritirato | 2  | Gerhard Berger     | McLaren - Honda           | 37   | Problemi al motore                        | 2        |       |
| Ritirato | 21 | Emanuele Pirro     | Scuderia Italia - Judd    | 18   | Problemi al motore                        | 16       |       |
| Ritirato | 22 | Jyrki Järvilehto   | Scuderia Italia - Judd    | 21   | Problemi al cambio                        | 18       |       |
| Ritirato | 8  | Mark Blundell      | Brabham - Yamaha          | 12   | Problema alla sospensione anteriore       | 15       |       |
| Ritirato | 12 | Johnny Herbert     | Lotus - Judd              | 1    | Problemi al motore                        | 26       |       |
| NQ       | 29 | Éric Bernard       | Larrousse - Ford          |      |                                           |          |       |
| NQ       | 17 | Gabriele Tarquini  | AGS - Ford                |      |                                           |          |       |
| NQ       | 34 | Nicola Larini      | Modena Team - Lamborghini |      |                                           |          |       |
| NQ       | 35 | Eric van de Poele  | Modena Team - Lamborghini |      |                                           |          |       |
| NPQ      | 18 | Fabrizio Barbazza  | AGS - Ford                |      |                                           |          |       |
| NPQ      | 14 | Olivier Grouillard | Fondmetal - Ford          |      |                                           |          |       |
| NPQ      | 10 | Alex Caffi         | Footwork - Ford           |      |                                           |          |       |
| NPQ      | 31 | Pedro Chaves       | Coloni - Ford             |      |                                           |          |       |

## Classifiche

### Piloti
| Pos. | Pilota             | Punti |
| ---- | ------------------ | ----- |
| 1    | Ayrton Senna       | 83    |
| 2    | Nigel Mansell      | 59    |
| 3    | Riccardo Patrese   | 44    |
| 4    | Gerhard Berger     | 31    |
| 5    | Alain Prost        | 25    |
| 6    | Nelson Piquet      | 25    |
| 7    | Jean Alesi         | 18    |
| 8    | Stefano Modena     | 9     |
| 9    | Andrea De Cesaris  | 9     |
| 10   | Roberto Moreno     | 8     |
| 11   | Pierluigi Martini  | 6     |
| 12   | Jyrki Järvilehto   | 4     |
| 13   | Bertrand Gachot    | 4     |
| 14   | Michael Schumacher | 3     |
| 15   | Satoru Nakajima    | 2     |
| 16   | Mika Häkkinen      | 2     |
| 17   | Aguri Suzuki       | 1     |
| 18   | Julian Bailey      | 1     |
| 19   | Emanuele Pirro     | 1     |
| 20   | Éric Bernard       | 1     |
| 21   | Ivan Capelli       | 1     |
| 22   | Mark Blundell      | 1     |

### Costruttori
| Pos. | Team                   | Punti |
| ---- | ---------------------- | ----- |
| 1    | McLaren - Honda        | 114   |
| 2    | Williams - Renault     | 103   |
| 3    | Ferrari                | 43    |
| 4    | Benetton - Ford        | 36    |
| 5    | Jordan - Ford          | 13    |
| 6    | Tyrrell - Honda        | 11    |
| 7    | Minardi - Ferrari      | 6     |
| 8    | Scuderia Italia - Judd | 5     |
| 9    | Lotus - Judd           | 3     |
| 10   | Larrousse - Ford       | 2     |
| 11   | Leyton House - Ilmor   | 1     |
| 12   | Brabham - Yamaha       | 1     |

## Statistiche
- Nonostante la squalifica del pilota inglese, il giro più veloce viene assegnato a Mansell.
- Ultima gara: Pedro Chaves

## Fonti
- Alan Henry, AUTOCOURSE 1991-92, Hazleton Publishing, 1991,  pp.214–215, ISBN 0-905138-87-2.
- The Official Formula 1 website, su formula1.com. URL consultato il 20 maggio 2009.
- GpUpdate.com [collegamento interrotto], su f1.gpupdate.net. URL consultato il 20 maggio 2009.

| Controllo di autorità | VIAF (EN) 131924277 |